# Джерело (фільм, 1981)
Джерело (рос. Родник) — радянський художній фільм 1981 року, знятий на кіностудії «Мосфільм».

## Сюжет
Односельці села Усвяти мріяли про близькі щасливі дні: хто сподівався, що завтра повісять радіо і клопотав про стовп біля свого будинку; хто поглядав на землю і думав про завтрашній врожай; десь чекали народження третьої дитини. Але прийшла війна і чоловіки пішли захищати свою землю…

## У ролях
- Володимир Гостюхін — Касьян
- Валентина Федотова — Наталія
- Іван Лапиков — Селиван Степанович
- Едуард Бочаров — Прохор Іванович
- Стефанія Станюта — Єфросинія Іллівна, мати Касьяна
- Микита Федотов — Сергунок
- Вадим Восконянц — Мітюнька
- Валерій Баринов — Іван Дронов
- Сергій Піжель — Матвій Лобов
- Анатолій Скорякин — Кузьма
- Михайло Голубович — Афоня, коваль
- Віктор Уральський — Єгор Азарин
- Олексій Колесник — Давидко
- Елеонора Александрова — Уляна
- Олександр Безпалий — Олексій
- Микола Волков — житель Усвят
- Зінаїда Воркуль — жителька Усвят
- Віталій Григораш — епізод
- Валентина Голубович — епізод
- Тетяна Іванова — Клавдія
- Марина Лобишева-Ганчук — Глаша Лобова
- Юрій Мочалов — Микола
- Михайло Матюшевський — листоноша
- Олександр Сажин — епізод
- Віктор Шульгін — ветеринар
- Олександра Харитонова — Пелагея
- Леонід Юхін — Митрич
- Маріанна Маліованова — епізод
- Григорій Маліков — лейтенант
- Досхан Жолжаксинов — епізод

## Знімальна група
- Режисер — Аркадій Сіренко
- Сценаристи — Володимир Лобанов, Аркадій Сіренко
- Оператор — Елізбар Караваєв
- Композитор — Владислав Казенін
- Художник — Давид Виницький